# داميان ريتشاردسون
داميان ريتشاردسون (بالإنجليزية: Damien Richardson)‏ (2 أغسطس 1947 بدبلن في جمهورية أيرلندا - ) هو مدرب كرة قدم ولاعب كرة قدم أيرلندي في مركز الهجوم. شارك مع منتخب جمهورية أيرلندا لكرة القدم. أما مع النوادي، فقد لعب مع نادي شامروك روفرز ونادي غيلينغهام وكانتربري سيتي ‏ ودوري أيرلندا الحادي عشر ‏.

## وصلات خارجية
- داميان ريتشاردسون على موقع قاعدة بيانات كرة القدم.إي يو (الإنجليزية)